# Lia Manoliu
Lia Manoliu (née le 25 avril 1932 à Chișinău et morte le 9 janvier 1998 à Bucarest) est une athlète roumaine, spécialiste du lancer du disque. Elle a participé à six éditions des Jeux olympiques, remportant une médaille d'or et deux de bronze.
À sa première participation, en 1952 à Helsinki, elle a terminé sixième, puis a été neuvième à Melbourne quatre ans plus tard. Elle a gagné ensuite la médaille de bronze aux deux éditions suivantes, à Rome puis Tokyo. Aux Jeux de 1968 à Mexico, elle a remporté le titre et a terminé sa carrière sportive quatre ans plus tard à Munich avec une neuvième place.
De 1990 à 1998, elle a été directrice du Comité olympique et sportif roumain.

## Palmarès

### Jeux olympiques
- Jeux olympiques de 1952 à Helsinki ( Finlande) 
  - 6e au lancer du disque
- Jeux olympiques de 1956 à Melbourne ( Australie) 
  - 9e au lancer du disque
- Jeux olympiques de 1960 à Rome ( Italie) 
  -  Médaille de bronze au lancer du disque
- Jeux olympiques de 1964 à Tokyo ( Japon) 
  -  Médaille de bronze au lancer du disque
- Jeux olympiques de 1968 à Mexico ( Mexique) 
  -  Médaille d'or au lancer du disque
- Jeux olympiques de 1972 à Munich ( Allemagne de l'Ouest) 
  - 9e au lancer du disque

### Championnats d'Europe d'athlétisme
- Championnats d'Europe d'athlétisme de 1954 à Berne ( Suisse)
  - 7e au lancer du disque
- Championnats d'Europe d'athlétisme de 1969 à Athènes ( Royaume de Grèce)
  - 4e au lancer du disque